# 愛知県道196号神屋味美線
愛知県道196号神屋味美線（あいちけんどう196ごう かみやあじよしせん）は、愛知県春日井市から同県小牧市を経由し、同県春日井市に至る一般県道である。

## 概要

### 路線データ
- 起点：愛知県春日井市神屋町
- 終点：愛知県春日井市味美町

## 沿革
- 1959年12月15日 認定
  - 旧路線名は「神屋稲口線」

## 別名
- 味美線（春日井市）
- 惣中線（春日井市）
- 柏原線（春日井市）

## 地理

### 通過する自治体

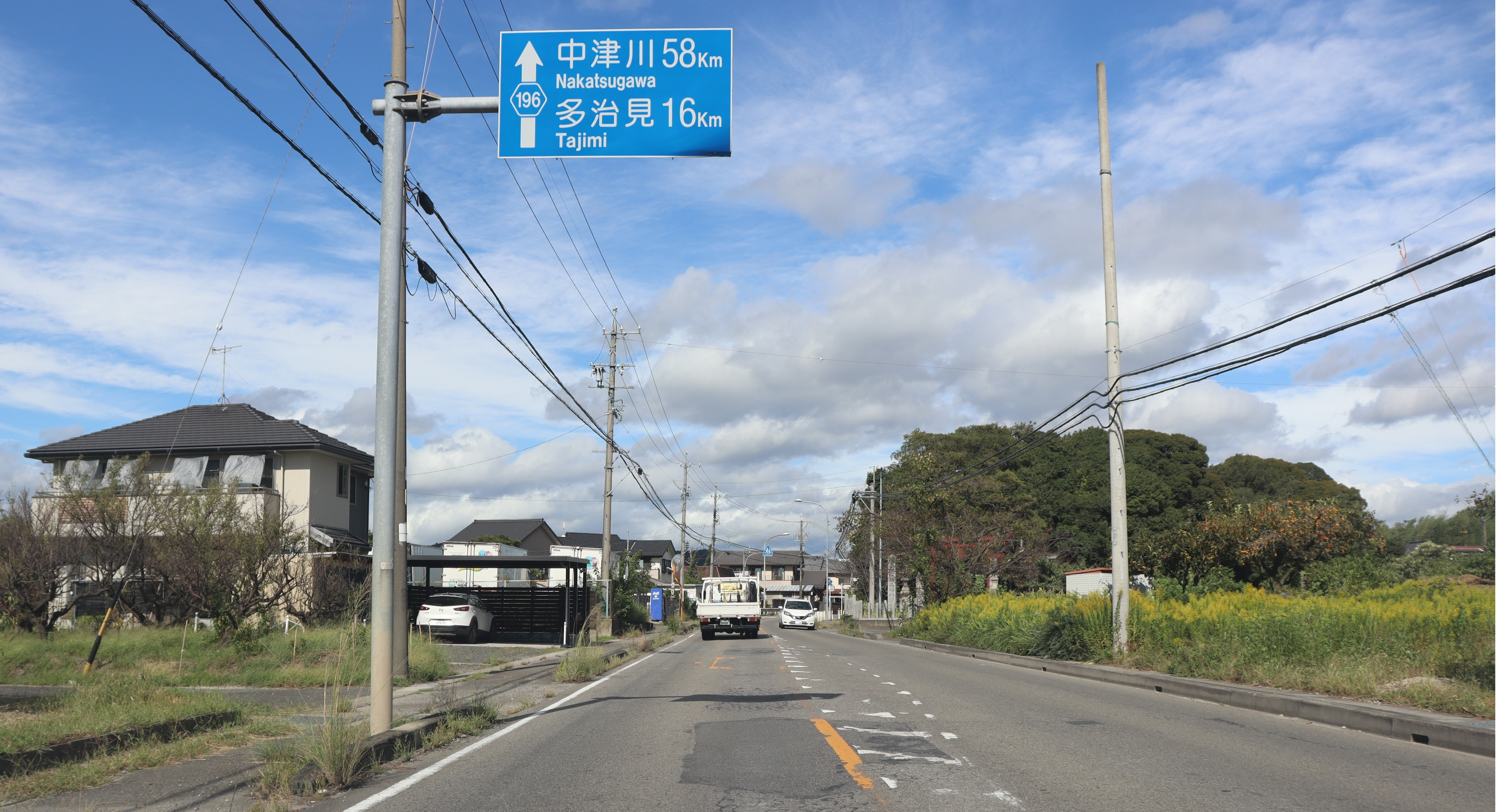
愛知県道196号神屋味美線、小牧市大字大草にて

- 愛知県
  - 春日井市
  - 小牧市

### 交差する道路
- 国道19号（春日井バイパス）（神屋公園前交差点）
- 愛知県道195号荒井大草線（大草交差点）
- 愛知県道199号高蔵寺小牧線（吉原交差点）
- 国道155号（下原町東交差点）
- 愛知県道451号名古屋外環状線（東野小西交差点）
- 愛知県道25号春日井一宮線（八田町1交差点）
- 愛知県道201号南外山勝川停車場線（八光町4南交差点）
- 愛知県道62号春日井稲沢線（勝川新町2交差点）
- 愛知県道59号名古屋中環状線（花長橋交差点）